# Messelobunodon
Messelobunodon é uma espécie de animal, já extinto, que faz parte da família Dichobunidae. A mais primitiva das famílias Cetartiodactyla.